# Вторжение на Джерси (1781)
Вторжение на Джерси 1781 года (в англоязычной историографии известно, как Битва или Сражение за Джерси — англ. Battle of Jersey) — вторая (и последняя) попытка захвата Францией острова Джерси в Ла-Манше в ходе англо-французской войны (1778—1783). Предпринята 6 января 1781 года частным морским десантным корпусом, принадлежащим принцу де Люксембургу, под командованием генерала  барона Филиппа де Рюлькура с одобрения и на деньги французского правительства. Успешно занявший столицу острова Сент-Хелиер и пленивший его лейтенант-губернатора майора Мозеса Корбета, десант был в течение нескольких часов разбит регулярными британскими войсками и частями милиции под командованием майора Фрэнсиса Пирсона. Большинство французских наёмников были убиты или сдались в плен, при этом командиры с обеих сторон и де Рюлькур, и Пирсон погибли.

## Причины
В 1779 году правительство Франции разрешило известному авантюристу принцу Нассау-Зигену со своим Добровольческим корпусом де Нассау (фр. corps de volontaires de Nassau) на деньги предпринимателя, драматурга и публициста Пьера де Бомарше предпринять первую попытку захвата острова Джерси, закончившуюся полным провалом. Эта, лежащая в непосредственной близости от побережья Франции и подконтрольная Великобритании, территория служила базой как для королевского флота, так и для множества приватиров и создавала серьёзную угрозу французскому торговому флоту, особенно конвоям с оружием и боеприпасами, которыми де Бомарше снабжал восставшие колонии в Северной Америке по поручению и на деньги правительства. Не добившись успеха, принц Нассау-Зиген решил избавиться от отягощавшей его военной собственности, и распродал к августу 1779 года корпус «де Нассау», уступив наибольшую часть королю, а остатки — другому амбициозному военному шевалье де Люксембургу, который переименовал свое войско в Легион де Люксембург (фр. Légion de Luxembourg, иначе — добровольцы де Люксембург). Командиром он назначил лейтенант-полковника барона де Рюлькура, служившего заместителем принца Нассау-Зигена при первом вторжении на Джерси — единственного, кто сумел тогда ступить на остров.
К концу 1780 года, со вступлением войны в активную фазу, ущерб французского коммерческого судоходства от действий джерсийских приватиров только усугубился. Кроме того, благополучно проведя первый большой конвой со снабжением для осаждённого Гибралтара и победив при этом испанцев в Битве при лунном свете, Британия показала своё превосходство над союзниками на море. Требовалась военная операция, способная отвлечь хотя бы часть флота Канала от охраны следующего конвоя, который англичане готовили к началу 1781 года. В то же время де Люксембург, получивший уже титул принца, искал случая отличиться в расчёте на щедрое вознаграждение короля. Поэтому предложенный де Рюлькуром новый план захвата Джерси был немедленно одобрен и представлен Людовику XVI, который его горячо поддержал и даже пообещал барону генеральский чин и орден Святого Людовика, как только тот овладеет столицей острова Сент-Хелиером, а принцу губернаторство Джерси в случае полного успеха.

## Укрепления Джерси
Сознавая военное значение Джерси, британское правительство приказало хорошо укрепить остров. Батареи, форты и редуты были построены по всему побережью. Местное ополчение, «Королевское ополчение острова Джерси», насчитывало приблизительно 3000 человек, сведённых в пять полков, в том числе артиллерии и драгун. Их дополняли части регулярной армии: 95-й Йоркширский пехотный полк, пять рот из состава 83-го пехотного полка Королевских волонтеров Глазго, 72-й горский полк и около 700 «инвалидов» (полу-отставных резервистов) — в общей сложности около 9250 человек под ружьем. Остров имел также военно-морские силы, «эскадру Джерси», но в момент вторжения она была в крейсерстве против голландцев.

## Подготовка вторжения
Многие французские военные высказывали опасения, что новая экспедиция станет лишь напрасной тратой ресурсов, поскольку отбив вторжение 1779 года, британская администрация значительно усилила оборону острова, а любой успех обещает быть недолгим. Однако это нисколько не смущало ни принца, ни барона, которые располагали весьма подробными картами побережья, чертежами береговых укреплений и знали точное расположение и численность войск, благодаря налаженной на острове агентурной сети. Сам де Рюлькур даже тайно посетил Джерси летом 1780 года, воспользовавшись услугами контрабандистов, и завёл там множество «друзей», без которых, как он говорил, ни за что бы туда не пошёл. Таким образом оба полководца уверились, что население острова, в большинстве своём франкофоны, не окажет им сопротивления, а британский гарнизон можно будет одолеть военной хитростью и coup de main, так же, как и полтора года назад планировал принц Нассау-Зиген.

Индийский катар, личное оружие Мир Сайяда во время вторжения на Джерси. Экспонат музея Замок Елизаветы, Джерси

Вторым командующим барон де Рюлькур выбрал Мира Сайяда (фр. Mir Saïd) по прозвищу Принц Эмир (англ. Prince Emire), косматого басурмана (англ. a bewhiskered Turk), вооружённого катаром и устрашавшего своим «варварским» видом, как противника, так и собственных солдат. Об этой экзотической личности известно лишь, что он был мусульманином из южной Индии, высокопоставленным военным, вынужденным искать убежища во Франции, где, как и сам барон, стал наёмником. Мир Сайяд посоветовал своему командиру «всё разграбить, и предать город [Сент-Хелиер] огню и мечу», на что тот посулил ему гарем из джерсийских дам в случае успеха операции. Поладив, таким образом, командиры, начали пополнять ряды легиона «де Люксембург», размещённого в целях маскировки в Гавре, подальше от Джерси, добровольцами за счёт французской казны. К ним присоединились несколько сотен солдат и офицеров других регулярных французских частей, «дезертировавших» с разрешения начальства, а также около 600 осуждённых уголовников, доставленных из различных тюрем. Всего десантный корпус насчитывал к декабрю 1780 года около 2000 человек в четырёх дивизионах. Принц де Люксембург поначалу планировал лично участвовать в высадке на Джерси, но в конце концов отказался, сказавшись больным.
19 декабря того же года барон со своим войском выступил из Гавра маршем на Гранвиль, которого достиг 27 декабря. Его солдаты так бесчинствовали и мародёрствовали во всех нормандских деревнях по пути следования, что ни один город, или укреплённое поселение не соглашался пускать их на постой. Приходилось ночевать в поле под открытым небом, отчего заболевшие легионеры сразу становились жертвами грабежа со стороны своих же товарищей.
В Гранвиле легион де Люксембург ожидал с флотилией из 30 небольших судов водоизмещением от четырёх до 70 тонн Жан-Луи Ренье (фр. Jean-Louis Régnier), арматор и владелец островов Шозе — промежуточной базы экспедиции. Барон приказал немедленно отплывать туда, однако из-за штиля, сменившегося потом штормом, они смогли добраться до цели только к 30 декабря. 1 января 1781 года флотилия де Рюлькура отплыла к Джерси, но была рассеяна внезапным штормом — барон с большей частью десанта (1200 человек) вернулся на Шозе, остальные суда укрылись от непогоды в портах континентальной Франции, либо погибли. Удерживать в повиновении своё недисциплинированное воинство во время этих испытаний де Рюдькуру удавалось только проявлением исключительной жестокости: так, во время стоянки на островах одному десантнику, вздумавшему жаловаться на тяжёлые условия похода, он расколол череп, а другого, недовольного солдатским рационом, приказал приковать к скале, с тем, чтобы тот утонул во время прилива.

## Вторжение

### Высадка и захват Сент-Хелиера
Наконец, 5 января, несмотря на сильный ветер, отряд покинул Шозе и взял курс на Джерси — барон рассчитывал, что плохая погода позволит избежать встречи с британскими кораблями. Благодаря Пьеру Журню (фр. Pierre Journeau), беглому убийце с Джерси, нанявшемуся к нему шкиперы, барон сумел провести свою флотилию через опасные воды, изобилующие подводными скалами и отмелями, к мысу Ла Рок (фр. La Rocque) прихода Грувиль, туда, где англичане меньше всего ожидали неприятеля. День тоже был выбран не случайно — 6 января, «Старое Рождество», по традиции отмечалось на Джерси праздником, а командиры островного гарнизона всё ещё находились на рождественских каникулах в Англии. Высадившись около 5 утра, нападающие сумели незамеченными проскользнуть мимо поста береговой охраны. Однако, их отряд насчитывал теперь не более 900 человек почти без артиллерии, так как транспортировавшие её лодки разбились на прибрежных рифах, либо заблудились в темноте и вернулись в Гранвиль. Перебив часовых и захватив в плен артиллеристов небольшой батареи из четырёх орудий в Грувиле, барон отрядил для её охраны 120 человек и двинулся с основными силами к столице острова Сент-Хелиер.
Между 6 и 7 утра отряд де Рюлькура занял Рыночную площадь (ныне — Королевская площадь, англ. the Royal Square) спящего города. Убив часового и застав врасплох остальную стражу, нападавшие захватили в Доме правительства (в то время находился в Ле-Маньор-де-ла-Мотт (фр. Le Manoir de La Motte) с постели лейтенант-губернатора острова майора Мозеса Корбета, того самого, который столь успешно отразил высадку 1779 года. Уверяя, что с ним высадились тысячи французов, и угрожая отдать город на поживу своим головорезам во главе с Мир Сайядом, он заставил Корбета подписать капитуляцию. Таким образом, лейтенант-полковник барон де Рюлькур выполнил условие короля и стал французским генералом.
Корбет был доставлен в здание суда на Рыночной площади, где подписал приказы немедленно сложить оружие коменданту замка Елизаветы, капитану Элайуорду (англ. Alyward) и старшему офицеру островного гарнизона 24-летнему майору Фрэнсису Пирсону (англ. Francis Peirson), находившемуся в казармах Св. Петра (англ. Saint Peter's Barracks). После этого де Рюлькур, захватив Корбета, двинулся со своим войском к замку Елизаветы в надежде обосноваться в сильной крепости. Однако капитан Элайуорд отказался подчиниться приказу капитулировать и отогнал французов ружейным огнём, ранив одного офицера и убив двух или трёх рядовых. Барон вновь отправил со своим адъютантом предложение англичанам сдаться. Капитан Мулкастер (англ. Mulcaster), главный инженер, встретил его и проводил с завязанными глазами на самый верх, чтобы продемонстрировать оттуда обороноспособность замка. После чего отпустил парламентёра к де Рюлькуру, присовокупив, что чем больше французы соберут сил для штурма, тем больше их будет убито. Барон, крайне раздосадованный, вернулся в Сент-Хелиер и приказал готовиться к обороне в помещениях рынка, установив несколько трофейных полевыми пушек в окна и двери. Однако гаубиц французам найти не удалось.

### Британские приготовления

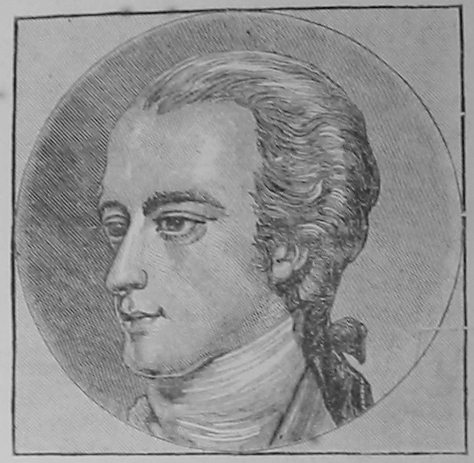
Майор Пирсон

Между тем, майор Пирсон, который после пленения лейтенант-губернатора стал главнокомандующим, наотрез отказался подчиняться его приказу сложить оружие и стал собирать войска на холме Мон-эс-Пенду (фр. Mont ès Pendus, ныне — Вестмаунт, англ. Westmount). Всего под его командой оказалось около 2000 человек регулярного войска и ополчения. Из донесений местных жителей стало ясно, что десант не превышает 900 человек. Он отрядил 78-й полк шотландских горцев, чтобы занять Мон-де-ла-Виль (фр. Mont de la Ville, где ныне находится Форт Риджент, англ. Fort Regent) и отрезать французам возможный путь отступления. Как только майор Пирсон счел, что 78-й полк достиг цели, он дал приказ всем своим войскам спуститься с холмов и атаковать французов с двух сторон. Однако на равнине англичане были остановлены Корбетом, посланным генералом де Рюлькуром в качестве парламентёра с предложением сдаться, в противном случае тот угрожал разграбить город в течение получаса. Учитывая своё численное превосходство, Пирсон отказался и выдвинул ответный ультиматум, требуя от противника безоговорочной капитуляции в течение 10 минут, по истечении которых, приказал атаковать Рыночную площадь. Узнав об отказе англичан, генерал де Рюлькур произнёс: «Раз они не хотят сдаваться, я пришёл [сюда], чтобы умереть».

### Сражение за Сент-Хелиер

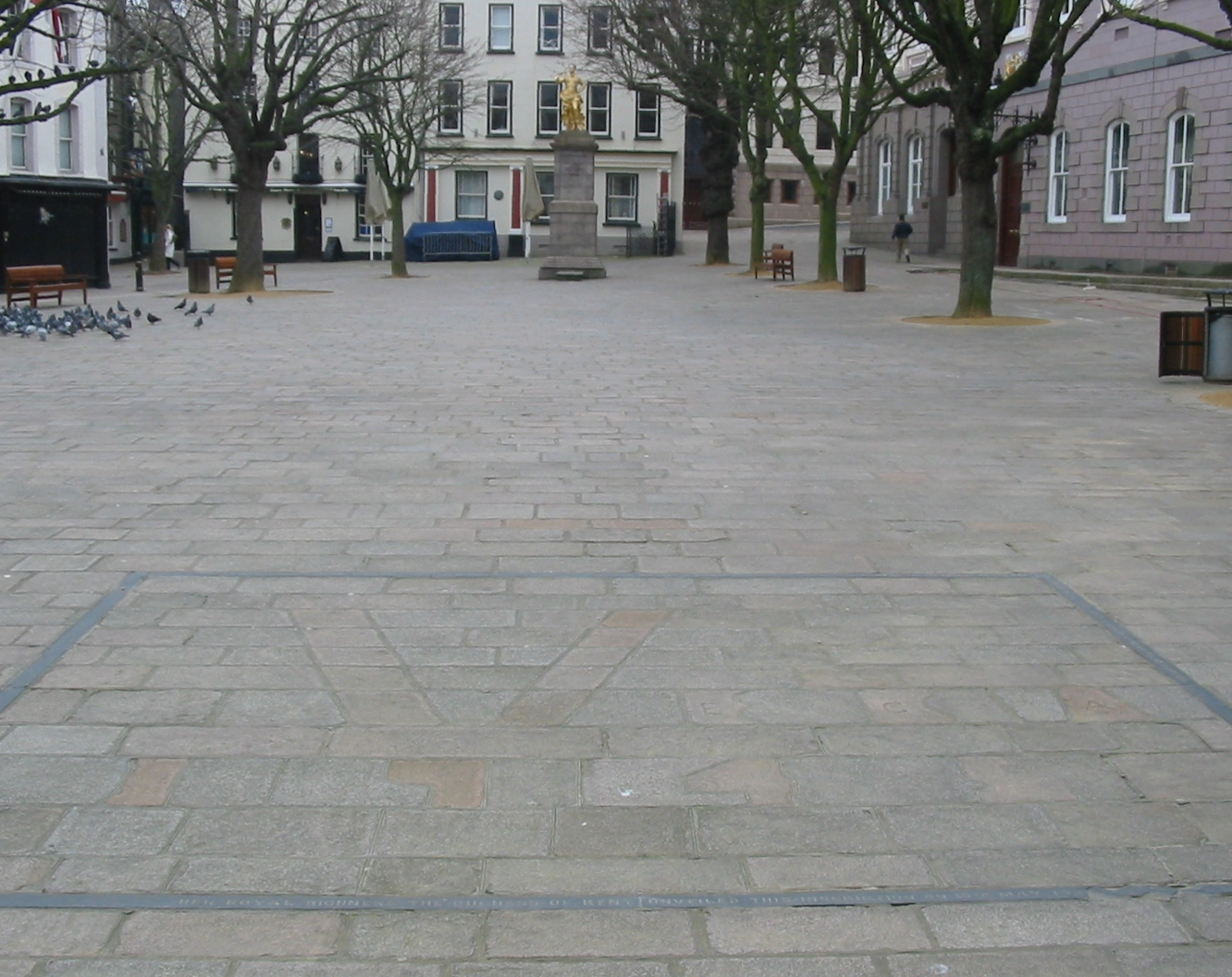
Королевская площадь, арена боя за Джерси (современный вид)

Атака началась. Британские войска на Гранд-рю включали 72-й полк, батальон Сент-Лоренс, Юго-Восточный полк и «роты Сен-Жан». 95-й Йоркширский полк с остальным ополчением наступал по другим улицам. Англичане имели слишком много войск для сражения, один британский солдат позже сказал, что трети британских войск был более чем достаточно, чтобы уничтожить французскую армию. Многие британские солдаты, которым в неразберихе было не в кого стрелять, выпустили большинство патронов в воздух.
Французское сопротивление было кратковременно, основная часть боя продлилась четверть часа. Французы выстрелили из своих пушек только один или два раза. Англичане поместили прямо напротив рынка на Гранд-рю одну гаубицу которая, по словам одного британца, с каждым выстрелом «очищала все окрестности от французов». Майор Пирсон с 95-м полком продвигался к Авеню дю марше; когда англичане были на пороге победы, Пирсон был убит мушкетной пулей в сердце, но огорчённые его гибелью британцы продолжили сражаться (их возглавил субалтерн ополчения Филипп Дюмарек). Когда де Рюлькур упал раненый, многие французские солдаты отказались драться, бросили оружие и бежали, однако другие добрались до домов на рынке, откуда продолжали стрелять.
Де Рюлькур через Корбета сказал англичанам, что французы имеют два батальона и роту артиллерии в Ла Рок, которые могут прибыть в город в течение четверти часа. Британцы не испугались, зная что французских войск было меньше 200. Охранение из 45 гренадеров 83-го полка сражалось против 140 французских солдат до прибытия частей Восточного полка, после чего французы были разбиты, потеряв 70 пленных и 30 убитых или раненых. Остальные французы рассеялись по полям, пытаясь добраться до шлюпок, некоторые из них были пойманы местными жителями.

## Итоги
Всего погибло 86 и ранено 72 французских наёмника, около 456 сдалось в плен и были отправлены в Англию. Большая часть из них, в первую очередь офицеры, была вскоре выкуплена и возвратилась на континент. Британцы в тот день потеряли убитыми 16 человек и 65 ранеными. Генерал Де Рюлькур умер через 6 часов от ран в доме доктора Филиппа Лерье (фр. Dr. Philippe Lerrier) на рыночной площади. Он был похоронен с воинскими почестями на приходском кладбище Сент-Хелиер. Могила его сохранилась до наших дней.

## Последствия

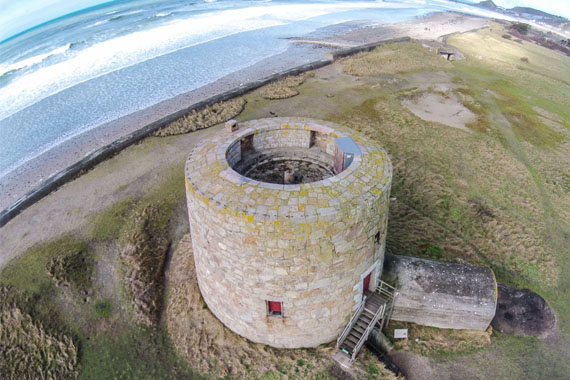
Мартелло «Башня Льюиса» на фоне панорамы залива Сент-Уэн

Отбив вторжение, англичане усилили ключевые точки береговой обороны острова стационарными артиллерийскими батареями, вооружёнными 24-фунтовыми орудиями. В 1830-х годах им на смену были выстроены тридцать мартелло, многие из которых находили военное применение даже во время Второй мировой войны, а ныне являются туристическими достопримечательностями, открытыми для посещения.
Было проведено тщательное расследование всех обстоятельств произошедшего — оказавшийся среди трофеев «генеральский сундук» с бумагами барона де Рюлькура помог раскрыть и арестовать некоего месье Ле Гейта (фр. Le Geyt) и других его агентов на острове. Кроме того, перед военным судом, состоявшимся 1 мая 1781 года в здании Конной гвардии в Лондоне, предстали:
- Майор Мозес Корбет, которого обвиняли в том, что он позволил захватить себя врасплох, подписал капитуляцию, будучи уже военнопленным, и пытался склонить других офицеров к сдаче. Однако, учитывая его прошлые заслуги и солидные рекомендации, суд вынес не слишком суровый приговор — его лишь уволили с поста лейтенант-губернатора Джерси, но при этом назначили пожизненную пенсию в 250 фунтов стерлингов в год[15].
- Часовые поста поста береговой охраны мыса Ла Рок, пропустившие высадку десанта. На суде они признались, что в ту ночь самовольно покинули пост и отправились выпивать[7].

Из десантников, уцелевших после провала вторжения на Джерси, было сформировано подразделение морских пехотинцев фрегата «Южная Каролина», который принц де Монморанси-Люксембург получил от французского короля в 1780 году в безвозмездное пользование на три года, и сдал во фрахт ВМС Южной Каролины для крейсерства против британского торгового флота. Принц, таким образом, не только избавился от военной собственности, отягощавшей его бюджет и грозившей разорением, но и получил источник дохода в виде четверти будущих призов фрегата.

## Память

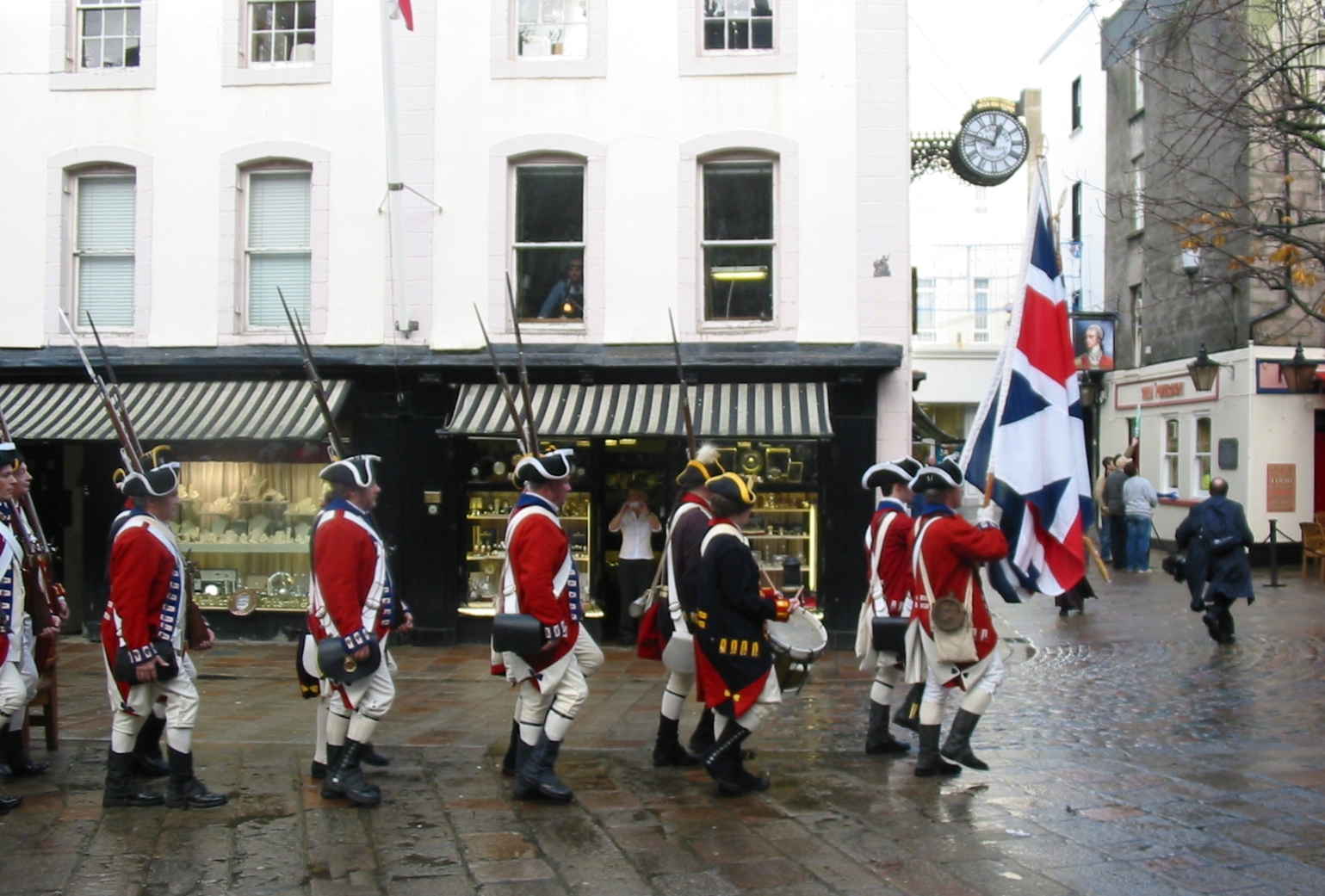
Историческая реконструкция по случаю годовщины вторжения: солдаты Джерсийской милиции в форме 1781 года маршируют по Королевская площади.
Сент-Хелиер, Джерси, 6 января 2007 года.
Справа паб The Peirson — дом, в котором умер генерал барон де Рюлькур

Вторжение на Джерси под руководством барона де Рюлькура является одним из самых значимых событий в новой истории острова и считается последним на сегодняшний день полномасштабным сражением британских войск против французских на собственной островной территории. В память об этом событии с XIX века проводится множество парадов, торжественных церемоний и исторических реконструкций, приуроченных к разным связанным с ним местам, эпизодам и датам.
Английский художник Дж. С. Копли запечатлел сражение в Сент-Хелиере в батальном полотне «Смерть майора Пирсона» (1783), благодаря популяризации которого сам Фрэнсис Пирсон стал британским национальным героем. Эта картина, которая также включает эпизод, когда смертельно раненого барона де Рюлькура выносят с поля боя его соратники, принадлежит галерее Тейт в Лондоне, но выставляется здании Королевского суда Джерси на условиях долгосрочной аренды. Также она отпечатана на оборотной стороне 10-фунтовых джерскийских банкнот, выпускаемых с 1972 года.
На бывшем доме доктора Филиппа Лерье (фр. Dr. Philippe Lerrier) на Королевской (рыночной) площади в Сент-Хелиере размещена памятная табличка, рассказывающая о событиях 6 января 1781 года и роли в них барона. Ныне в этом здании, где он скончался от ран, находится паб The Peirson, названный в честь его павшего противника — майора Фрэнсиса Пирсона.
Старинная матросская песня La prise de Saint-Hélier с фр. — «Захват Сент-Хелиера» в жанре шанти повествует об экспедиции барона де Рюлькура на Джерси в 1781 году от первого лица её участника, французского матроса или солдата. Она получила широкое распространение в Нормандии — к началу XX века её исполнением завершали основную программу кабаре всех портовых городов, а ныне она входит в репертуар популярной шанти-группы Marée de paradis. В 1997 году нормандские музыканты включили её в свой 3-й CD-альбом «Quai de l’Isle».

## Комментарии
1. ↑  Барон де Рюлькур высадился на остров в звании лейтенант-полковник, однако, согласно обещанию, данному ему французским королём, всего на несколько часов с момента захвата столицы острова и до своей гибели стал генералом.

### Книги
- Bulletins Volume 5 (неопр.). — Jersey Library: Société Jersiaise, 1905. — С. 268—275.
- Franc̜ois Alexandre Aubert de La Chenaye-Desbois. Dictionnaire de la noblesse, … :  [фр.] / Chez Antoine Boudet. — Seconde édition. — Paris : Libraire-Imprimeur du Roi, rue saint Jaques, 1778. — Vol. XII. — 934 p.
- Généalogie de la famille Macquart, sa parenté avec Jeanne d'Arc, suici de documents et notes à l'appui :  [фр.]. — Société de Saint-Augustin, Desclée, de Brouwer, 1891. — 109 p.
- Dr. Edward Bancroft // American Revolution to World War II :  [англ.] / Frank J. Rafalko. — Federation of American Scientists. — Chapter 1. — 43 p. — (A Counterintelligence Reader ; vol. 1).
- 1781 — The Battle of Jersey : Heroes and Villains :  [англ.]. — Jersey : Jersey Heritage Trust, 2013. — 11 p.
- Louise Downie, Doug Ford. 1781 : The Battle of Jersey and The Death of Major Peirson :  [англ.]. — Jersey : Jersey Heritage Trust, 2012. — 62 p. — ISBN 978-0-9562079-7-5.
- Rev. Alban E. Ragg. A Popular History of Jersey :  [англ.]. — Jersey : Walter Guiton, 1895. — Chapter 22 : Battle of Jersey 1 - The landing.
- Англо-французские войны // Военная энциклопедия : [в 18 т.] / под ред. В. Ф. Новицкого … [и др.]. — СПб. ; [М.] : Тип. т-ва И. Д. Сытина, 1911—1915.
- The Rev. Philip Falle. An Account of the Island of Jersey : With an Appendix of Records, &o :  [англ.] / Notes and illustrations by the Rev. Edward Durell. — Jersey : Richard Giffard, 1837. — 480 p.
- David Syrett. The Royal Navy in European Waters During the American Revolutionary War :  [англ.]. — illustrated. — Columbia, South Carolina, USA : University of South Carolina Press, 1998. — 217 p. — Studies in maritime history. — ISBN 1-57003-238-6.
- James A. Lewis. Neptune's Militia : The Frigate South Carolina During the American Revolution :  [англ.]. — illustrated. — Kent, OH, USA : Kent State University Press, 1999. — 235 p. — Studies in maritime history. — ISBN 0-87338-632-9.
- Gardner Weld Allen. A Naval History of the American Revolution :  [англ.]. — USA : Houghton Mifflin Company, 1913. — Vol. 1.
- Lewis's Tower Conservation Statement :  [англ.]. — Jersey : Jersey Heritage Trust, 2006. — 72 p.

### Статьи
- De Cleves, le 17 Août :  [фр.] // Courier du Bas-Rhin / Lutton. — 1776. — № 66 (17 août). — P. 528—529.
- Des lettres particulières de Varsovie… :  [фр.] // Journal politique, ou Gazette des gazettes / Lutton. — 1776. — Octobre. — P. 30.
- №11976, с. 2 (англ.) // London Gazette : newspaper. — London, 1779. — No. 11976. — P. 2. — ISSN 0374-3721.
- An old Jersey militiaman. French attacks on Jersey, in 1779 and 1781 :  [англ.] // The Guernsey and Jersey Magazine / Jonotan Duncan. — London, 1837. — Vol. III (June). — P. 370—373.
- Eude Michel. Pierre Jourdan, Les Iles Chausey :  [фр.] // Annales de Normandie. — Caen, 1956. — Vol. 6, № 1. — P. 101—104. — ISSN 0003-4134.